# Anne-Chatrine Rühlow
Anne-Chatrine Rühlow (geb. Lafrenz; * 30. September 1936 in Altgalendorf; † 24. Juli 2023) war eine deutsche Leichtathletin, die ihre Karriere in den 1950er Jahren begann und im Seniorenbereich auch im neuen Jahrtausend noch erfolgreich war. Dabei hat sie in den 65 Jahren ihrer Leichtathletik-Karriere 525 Meistertitel gewinnen können, darunter 85 Deutsche Meisterschaften, 20 Europameister- und sieben Weltmeistertitel sowie diverse Weltrekorde.

## Leben
Anne-Chatrine Lafrenz begann ihre Leichtathletik-Karriere als Werferin bei Gut-Heil Lübeck zu Beginn der 1950er Jahre. 1954 war sie deutsche Jugendmeisterin im Kugelstoßen, Diskuswurf und im Fünfkampf. 1955 trat sie in der Erwachsenenklasse an und gewann bei den Deutschen Meisterschaften in Frankfurt im Diskuswurf und im Kugelstoßen, wobei sie im Kugelstoßen mit 14,23 m ihren eigenen Juniorenweltrekord verbesserte. Bei den Deutschen Meisterschaften 1956 verteidigte sie ihren Titel im Diskuswurf, belegte im Kugelstoßen aber nur den sechsten Platz. Gleichwohl trat sie bei den Olympischen Spielen 1956 in Australien in beiden Disziplinen an. Während sie im Diskuswurf als Fünfzehnte der Qualifikation nicht den Endkampf erreichte, belegte sie im Kugelstoßfinale den zwölften Platz. Zuvor hatte sie im September mit 49,33 m einen gesamtdeutschen Rekord im Diskuswurf aufgestellt. 1957 gewann die mit einer Körpergröße von 1,65 m für eine Werferin ungewöhnlich kleine Athletin ihren dritten Meistertitel.
Vor der Saison 1958 wechselte sie ins Münsterland zum SC Greven 09, bei dem auch die zehn Jahre ältere Marianne Werner aktiv war. Bei den Deutschen Hallenmeisterschaften 1958 gewann Werner den Titel im Kugelstoßen, Lafrenz belegte den dritten Platz. In der Freiluftsaison 1958 erreichte Lafrenz den dritten Platz im Diskuswurf. Sie heiratete einen Realschul-Direktor und trat ab den 1960er Jahren als Anne-Chatrine Rühlow an. Im Freien platzierte sie sich nach 1958 nur 1961 als Dritte im Diskuswurf und Vierte im Kugelstoßen bei den Deutschen Meisterschaften, in der Halle erreichte sie auch in den frühen 1960er Jahren mehrfach das Finale.
1967 kehrte Rühlow, nun im Trikot von Preußen Münster, mit einem fünften Platz im Kugelstoßen in die deutsche Spitze zurück. Vor allem im Diskuswurf belegte sie vordere Plätze, sie war von 1969 bis 1972 jeweils Dritte und erreichte 1974 und 1975 jeweils den zweiten Platz hinter Liesel Westermann. Ihre persönlichen Bestleistungen von 15,33 m mit der Kugel und 56,14 m mit dem Diskus stellte sie 1971 auf. 1977 erreichte Rühlow im Alter von vierzig Jahren letztmals den Endkampf bei den Deutschen Meisterschaften.
Danach blieb Rühlow als Seniorensportlerin aktiv, unter anderem war sie 1982 und 1986 Senioreneuropameisterin. Nach Zählung der Münsterschen Zeitung gewann die nunmehr für den SV Burgsteinfurt antretende Rühlow in der Hallensaison 2011 ihren 65. Deutschen Meistertitel. 1989 trat sie bei den Leichtathletik-Weltmeisterschaften in Eugene und 1995 in Buffalo an. Im Jahr 2017 gewann sie bei der Europameisterschaft in Aarhus zwei weitere Titel und stellte dabei zugleich mit 9,66 m mit der Kugel sowie 25,53 m mit dem Diskus neue Weltrekorde in der Seniorinnenklasse auf.
Rühlow lebte in Burgsteinfurt.